# Rhinoptilus
Genre
Rhinoptilus est un genre qui comprend quatre espèces d'oiseaux limicoles de la famille des Glareolidae.

## Liste des espèces
D'après la classification de référence (version 14.1, 2024) de l'Union internationale des ornithologues, il y a 4 espèces du genre Rhinoptilus (ordre philogénique) :
- Rhinoptilus africanus (Temminck, 1807) – Courvite à double collier ;
- Rhinoptilus chalcopterus (Temminck, 1824) – Courvite à ailes bronzées ;
- Rhinoptilus cinctus (Heuglin, 1863) – Courvite à triple collier ;
- Rhinoptilus bitorquatus (Blyth, 1848) – Courvite de Jerdon.